# Carlos FitzJames Stuart, XVI duca d'Alba
Carlos María FitzJames Stuart, sedicesimo duca d'Alba e nono duca di Berwick (Madrid, 4 dicembre 1849 – New York, 15 ottobre 1901), è stato un nobile e diplomatico spagnolo.

## Biografia

### Infanzia ed educazione

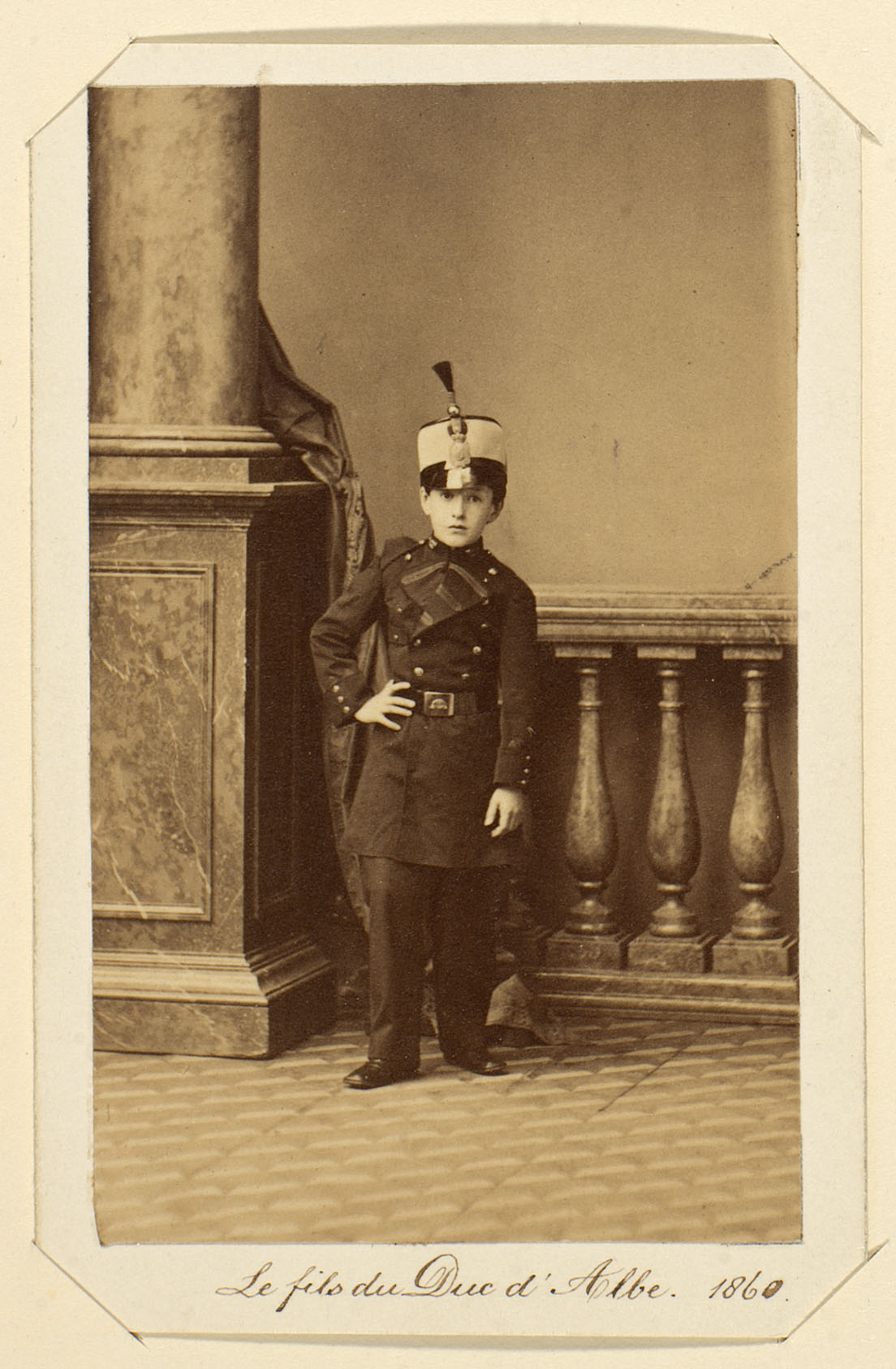
Il XVI Duca d'Alba a 11 anni con l'uniforme della Guerra d'Africa, 1860

Figlio di Jacobo FitzJames Stuart, XV duca d'Alba e di María Francisca de Palafox y Portocarrero de Guzmán y Kirkpatrick, XII duchessa di Peñarada, apparteneva ad una delle più nobili casate spagnole e discendeva per via paterna da Giacomo II d'Inghilterra. Sua madre era sorella dell'imperatrice Eugenia, l'ultima sovrana di Francia.
Fu educato, come suo padre, all'Università di Salamanca e all'École Militaire di Parigi.

### Matrimonio
Sposò nel 1877 María del Rosario Falcó y Osorio, da cui ebbe tre figli.

### Carriera diplomatica
Fu ambasciatore di Spagna a Bruxelles dal 1872 al 1878, ambasciatore a San Pietroburgo fino al 1885.
Dal 1887 al 1894 fu Gran Tesoriere di Spagna e inviato diplomatico a Costantinopoli.

### Morte
Appena nominato ambasciatore negli USA morì di cancro a New York.

## Discendenza
Carlos d'Alba e María del Rosario Falcó y Osorio ebbero:
- Jacobo María del Pilar Carlos Manuel Fitz-James Stuart, XVII duca d'Alba
- Eugenia Sol María del Pilar, duchessa consorte di Santoña e Dama della regina Victoria Eugenia.
- Hernando Carlos María Teresa, XIV Duca di Peñaranda de Duero).

## Ascendenza
|                                          |                                  |                                                          | Genitori                                      |  |  | Nonni |  |  | Bisnonni                 |  |  | Trisnonni                |  |
|                                          |                                  |                                                          |                                               |  |  |       |  |  | Jacobo Fitz-James Stuart |  |  | Carlos Fitz-James Stuart |  |
|                                          |                                  |                                                          |                                               |  |  |       |  |  | Jacobo Fitz-James Stuart |  |  | Carlos Fitz-James Stuart |  |
|                                          |                                  | Carolina zu Stolberg-Gedern                              |                                               |  |  |       |  |  | Jacobo Fitz-James Stuart |  |  |                          |  |
| Carlos Miguel Fitz-James Stuart          |                                  |                                                          |                                               |  |  |       |  |  | Jacobo Fitz-James Stuart |  |  |                          |  |
|                                          |                                  | María Teresa de Silva-Fernández de Híjar y de Palafox    | Pedro Alcantara Fadrique Fernández de Silva   |  |  |       |  |  |                          |  |  |                          |  |
|                                          |                                  | María Teresa de Silva-Fernández de Híjar y de Palafox    | Pedro Alcantara Fadrique Fernández de Silva   |  |  |       |  |  |                          |  |  |                          |  |
|                                          |                                  | María Teresa de Silva-Fernández de Híjar y de Palafox    | Rafaela de Palafóx                            |  |  |       |  |  |                          |  |  |                          |  |
| Jacobo Fitz-James Stuart                 |                                  | María Teresa de Silva-Fernández de Híjar y de Palafox    |                                               |  |  |       |  |  |                          |  |  |                          |  |
|                                          |                                  | Luigi di Ventimiglia                                     | Carlo Antonio Ventimiglia                     |  |  |       |  |  |                          |  |  |                          |  |
|                                          |                                  | Luigi di Ventimiglia                                     | Carlo Antonio Ventimiglia                     |  |  |       |  |  |                          |  |  |                          |  |
|                                          |                                  | Luigi di Ventimiglia                                     | Maria Sigismonda Sieripepoli                  |  |  |       |  |  |                          |  |  |                          |  |
| Rosalia di Ventimiglia                   |                                  | Luigi di Ventimiglia                                     |                                               |  |  |       |  |  |                          |  |  |                          |  |
|                                          |                                  | Eleonora Moncada                                         | Francesco Moncada                             |  |  |       |  |  |                          |  |  |                          |  |
|                                          |                                  | Eleonora Moncada                                         | Francesco Moncada                             |  |  |       |  |  |                          |  |  |                          |  |
|                                          |                                  | Eleonora Moncada                                         | Concetta Branciforte                          |  |  |       |  |  |                          |  |  |                          |  |
| Carlos María FitzJames Stuart            |                                  | Eleonora Moncada                                         |                                               |  |  |       |  |  |                          |  |  |                          |  |
|                                          | Felipe Antonio de Palafox y Croÿ | Joaquín Antonio de Palafox y Centurión                   |                                               |  |  |       |  |  |                          |  |  |                          |  |
|                                          | Felipe Antonio de Palafox y Croÿ | Joaquín Antonio de Palafox y Centurión                   |                                               |  |  |       |  |  |                          |  |  |                          |  |
|                                          | Felipe Antonio de Palafox y Croÿ | Marienne Charlotte de Croÿ                               |                                               |  |  |       |  |  |                          |  |  |                          |  |
| Cipriano de Portocarrero                 | Felipe Antonio de Palafox y Croÿ |                                                          |                                               |  |  |       |  |  |                          |  |  |                          |  |
|                                          |                                  | María Francisca de Sales Portocarrero de Guzmán y Zúñiga | Cristóbal Portocarrero y Fernández de Córdova |  |  |       |  |  |                          |  |  |                          |  |
|                                          |                                  | María Francisca de Sales Portocarrero de Guzmán y Zúñiga | Cristóbal Portocarrero y Fernández de Córdova |  |  |       |  |  |                          |  |  |                          |  |
|                                          |                                  | María Francisca de Sales Portocarrero de Guzmán y Zúñiga | María Josefa López de Zuñiga y Pacheco        |  |  |       |  |  |                          |  |  |                          |  |
| María Francisca de Sales de Portocarrero |                                  | María Francisca de Sales Portocarrero de Guzmán y Zúñiga |                                               |  |  |       |  |  |                          |  |  |                          |  |
|                                          |                                  | William Kirkpatrick                                      | William Kirkpatrick                           |  |  |       |  |  |                          |  |  |                          |  |
|                                          |                                  | William Kirkpatrick                                      | William Kirkpatrick                           |  |  |       |  |  |                          |  |  |                          |  |
|                                          |                                  | William Kirkpatrick                                      | Mary Wilson                                   |  |  |       |  |  |                          |  |  |                          |  |
| María Manuela Kirkpatrick                |                                  | William Kirkpatrick                                      |                                               |  |  |       |  |  |                          |  |  |                          |  |
|                                          |                                  | Marie Françoise de Grevigné                              | Henri de Grevigné                             |  |  |       |  |  |                          |  |  |                          |  |
|                                          |                                  | Marie Françoise de Grevigné                              | Henri de Grevigné                             |  |  |       |  |  |                          |  |  |                          |  |
|                                          |                                  | Marie Françoise de Grevigné                              | Francisca Antonia de Gallegos y Delgado       |  |  |       |  |  |                          |  |  |                          |  |
|                                          |                                  | Marie Françoise de Grevigné                              |                                               |  |  |       |  |  |                          |  |  |                          |  |